# Mohammad Mousavi
Seyed Mohammad Mousavi Eraghi (22 de agosto de 1987) é um voleibolista profissional iraniano.

## Carreira
Mohammad Mousavi é membro da seleção iraniana de voleibol masculino. Em 2016, representou seu país na sua primeira participação no voleibol nos Jogos Olímpicos de Verão no Rio de Janeiro, que ficou em 8º lugar.